# Exército de Libertação Nacional da Líbia
O Exército de Libertação Nacional (em árabe: جيش التحرير الوطني الليبي jaysh al-taḥrīr al-waṭanī al-lībī), anteriormente conhecido como o Exército Livre Líbio, foi uma organização militar da Líbia afiliada com o Conselho Nacional de Transição, que foi constituída durante a Guerra Civil Líbia de 2011 por militares desertores e voluntários civis a fim de engajarem-se na batalha tanto contra os membros remanescentes das Forças Armadas da Líbia como contra as forças paramilitares leais ao governo de Muammar Gaddafi. Eles tinham se preparado por algum tempo em partes do Leste da Líbia controladas pelas forças anti-Gaddafi para eventual combate em pleno oeste da Líbia contra os militantes pró-Gaddafi, treinando muitos homens antes de começar a partir para a ofensiva.  Combateram pelo controle de Bengasi, Misurata, Brega, Agedábia, Zauia e Ras Lanuf, bem como várias cidades nas Montanhas Nafusa. Finalmente iniciaram a batalha por Trípoli em agosto de 2011 quando atacaram o oeste da cidade, bem como fomentaram uma revolta interna no dia 20 de agosto.
A força era anteriormente chamada de Exército Livre da Líbia, mas foi alterado no final de maio de 2011 para ajudar a "definir melhor o profissionalismo crescente e os esforços de disciplina militar para derrubar o regime de Gaddafi", de acordo com um comunicado divulgado pelo Conselho Nacional de Transição. Usavam a bandeira tricolor adotada primeiramente pela Líbia em 1951, que se tornou emblema da República Líbia e da revolta contra Gaddafi; considerando que a bandeira foi o mesmo sinal de independência da Líbia e da liberdade da ocupação italiana.
O Exército de Libertação Nacional finalmente conseguiu derrotar os últimos remanescentes pró-Gaddafi em 20 de outubro de 2011, durante intensos combates em Sirte, e capturar o próprio Muammar Gaddafi, que mais tarde morreu de ferimentos de bala depois de sua captura, efetivamente encerrando a guerra civil líbia.  O status atual da organização após a "declaração de libertação" pelo governo provisório da Líbia é incerto.